# Cancellus
Ciliopagurus (лат.) — род раков-отшельников из семейства Diogenidae. Чаще всего представители этого рода обитают в небольших трещинах внешнего континентального шельфа на мезофотических глубинах. Их можно найти, среди прочего, живущими среди камней, губок и водорослей. Род имеет космополитическое распространение Четыре вида известны из западной Атлантики (C. heatherae, C. ornatus, C. viridis и C. spongicola).

## Виды
Род включает 17 видов:
- Cancellus canaliculatus (Herbst, 1804)
- Cancellus frontalis Forest & McLaughlin, 2000
- Cancellus heatherae Felder & Lemaitre, 2020
- Cancellus investigatoris Alcock, 1905
- Cancellus laticoxa Forest & McLaughlin, 2000
- Cancellus macrothrix Stebbing, 1924
- Cancellus mayoae Forest & McLaughlin, 1998
- Cancellus ornatus Benedict, 1901
- Cancellus panglaoensis McLaughlin, 2008
- Cancellus parfaiti A. Milne-Edwards & Bouvier, 1891
- Cancellus quadraticoxa Morgan & Forest, 1991
- Cancellus rhynchogonus Forest & McLaughlin, 2000
- Cancellus sphaerogonus Forest & McLaughlin, 2000
- Cancellus spongicola Benedict, 1901
- Cancellus tanneri Faxon, 1893
- Cancellus typus Milne-Edwards, 1836
- Cancellus viridis Mayo, 1973